# Елец (станция)
Еле́ц — узловая участковая железнодорожная станция Белгородского региона Юго-Восточной железной дороги.
Железнодорожный вокзал расположен на юго-востоке Засосенской части города Ельца.

## Сервис
На главном перроне располагаются часовня во имя Пресвятой Троицы, багажный отдел, медицинский пункт. В здании железнодорожного вокзала располагаются кассы дальнего следования, кассы пригородного сообщения, зал ожидания, камеры хранения.

## Направления
Елец — железнодорожный узел на пересечении линий Ожерелье — Узловая — Елец — Старый Оскол — Валуйки и Брянск — Орёл — Елец — Грязи — Волгоград. Также к северо-востоку отходит однопутная тепловозная ветка на станцию Лев Толстой.
Линии на Грязи и Старый Оскол двухпутные, электрифицированы переменным током. Линия на Орёл не электрифицирована, является однопутной, но имеет двухпутные перегоны Елец — Пажень и Красная Заря — блокпост 118 км, относится к Орловско-Курскому региону Московской железной дороги, таким образом, станция Елец является ещё станцией стыка железных дорог.
Двухпутная линия Елец — Ожерелье также обслуживается тепловозной тягой. Сложный профиль этого участка, необходимость строить на нём станцию стыкования и прекращение перевозок донбасского угля заставляли постоянно откладывать его электрификацию, однако в 2018 году руководство РЖД объявило, что для разгрузки перегруженного Рязанского хода на участок Ожерелье — Елец будет переведена значительная часть пассажирского движения в южном направлении, поэтому электрификация будет осуществлена до 2025 года.
На станции расположено локомотивное депо, в котором сосредоточен крупнейший на РЖД парк пассажирских тепловозов ТЭП70 и ТЭП70БС. Елецкие тепловозы обслуживают пассажирское движение на следующих маршрутах:
- Елец — Ефремов — Волово — Жданка — Узловая — Венёв — Ожерелье (с ответвлением на Тулу),
- Елец — Узловая — Плеханово — Козельск — Сухиничи — Ельня — Смоленск (с ответвлением на Калугу),
- Елец — Верховье — Лужки-Орловские — Карачев — Брянск — Жуковка — Рославль — Смоленск — Рудня — Витебск,
- Елец — Брянск — Почеп — Унеча — Клинцы — Новозыбков — Добруш — Гомель (с ответвлением на Климов),
- Смоленск — Узловая — Кимовск — Скопин — Ряжск,
- Орёл — Кромы — Курбакинская — Михайловский Рудник — Арбузово — Льгов,
- Воронеж — Касторная-Курская — Щигры — Курск — Льгов — Комаричи — Навля — Брянск — Смоленск,
- Воронеж — Касторная-Новая — Старый Оскол — Губкин — Ржава — Прохоровка — Белгород,
- Грязи — Жердевка — Поворино — Иловля — Волгоград (наравне с тепловозами Приволжской дороги),
- Мичуринск — Тамбов — Платоновка — Кирсанов — Ртищево (совместно с тепловозами ТЧ-Ртищево-Восточное).

Депо Елец проводит ремонт как своих локомотивов, так и локомотивов других железных дорог.

## Движение поездов

### Поезда дальнего следования
От Ельца отправляются поезда до Москвы (Павелецкий, Курский, Белорусский и Киевский вокзалы), Мурманска, Новороссийска, Баку, Ташкента, Санкт-Петербурга (Московский, Витебский и Ладожский вокзалы), Луганска, Анапы, Липецка, Старого Оскола, Кисловодска, Адлера, Сухума, Ейска, Бреста, Ростова-на-Дону, Владикавказа, Махачкалы, Воронежа, Волгограда, Гомеля, Смоленска. У некоторых поездов, останавливающихся на станции Елец, производится смена локомотива.
По графику 2022/2023 годов через станцию курсируют следующие поезда дальнего следования:
| Круглогодичное обращение поездов | Круглогодичное обращение поездов | Круглогодичное обращение поездов | Круглогодичное обращение поездов |
| № поезда                         | Маршрут движения                 | № поезда                         | Маршрут движения                 |
| -------------------------------- | -------------------------------- | -------------------------------- | -------------------------------- |
| 25/26 «Воронеж»                  | Москва — Воронеж                 | 25/26 «Воронеж»                  | Воронеж — Москва                 |
| 29/30 «Липецк»                   | Москва — Липецк                  | 29/30 «Липецк»                   | Липецк — Москва                  |
| 49/50                            | Санкт-Петербург — Кисловодск     | 49/50                            | Кисловодск — Санкт-Петербург     |
| 55/56                            | Москва — Баку                    | 55/56                            | Баку — Москва                    |
| 89/90                            | Волгоград — Санкт-Петербург      | 89/90                            | Санкт-Петербург — Волгоград      |
| 115/116                          | Санкт-Петербург — Адлер          | 115/116                          | Адлер — Санкт-Петербург          |
| 121/122                          | Санкт-Петербург — Владикавказ    | 121/122                          | Владикавказ — Санкт-Петербург    |
| 135/136                          | Санкт-Петербург — Махачкала      | 135/136                          | Махачкала — Санкт-Петербург      |
| 149                              | Минеральные Воды — Минск         | 150                              | Минск — Минеральные Воды         |
| 301                              | Адлер — Минск                    | 302                              | Минск — Адлер                    |
| 307                              | Саратов — Барановичи             | 308                              | Барановичи — Саратов             |
| 389                              | Анапа — Минск                    | 390                              | Минск — Анапа                    |

| Сезонное обращение поездов | Сезонное обращение поездов     | Сезонное обращение поездов | Сезонное обращение поездов     |
| № поезда                   | Маршрут движения               | № поезда                   | Маршрут движения               |
| -------------------------- | ------------------------------ | -------------------------- | ------------------------------ |
| 227/228                    | Санкт-Петербург — Новороссийск | 227/228                    | Новороссийск — Санкт-Петербург |
| 237/238                    | Москва — Анапа                 | 237/238                    | Анапа — Москва                 |
| 247/248                    | Санкт-Петербург — Анапа        | 247/248                    | Анапа — Санкт-Петербург        |
| 259/260                    | Санкт-Петербург — Анапа        | 259/260                    | Анапа — Санкт-Петербург        |
| 475/476                    | Москва — Адлер                 | 475/476                    | Адлер — Москва                 |
| 479/480                    | Санкт-Петербург — Сухум        | 479/480                    | Сухум — Санкт-Петербург        |
| 517/518                    | Москва — Анапа                 | 517/518                    | Анапа — Москва                 |
| 533/534                    | Москва — Адлер                 | 533/534                    | Адлер — Москва                 |
| 535                        | Анапа — Смоленск               | 536                        | Смоленск — Анапа               |
| 555                        | Адлер — Смоленск               | 556                        | Смоленск — Адлер               |
| 561/562                    | Москва — Ейск                  | 561/562                    | Ейск — Москва                  |
| 587/588                    | Москва — Имеретинский курорт   | 587/588                    | Имеретинский курорт — Москва   |

### Пригородные поезда
На данный момент пригородные поезда ходят до станций Касторная-Новая и Грязи-Воронежские.

№ 6479 Грязи-Воронежские — Елец (ежедневно)
№ 6680 Елец — Грязи-Воронежские (по воскресеньям)
№ 6480 Елец — Грязи-Воронежские (ежедневно кроме воскресенья)
№ 6002/6004/6344 Елец — Воронеж-1 (понедельник,вторник,среда,четверг до 30 апреля 2023 года)
№ 6001/6003 Грязи-Воронежские — Елец (воскресенье,понедельник,вторник,среда до 30 апреля 2023 года)
№ 6637 Елец — Касторная-Новая (ежедневно)
№ 6638 Касторная-Новая — Елец (ежедневно)